# Ritu Moni
Mosammat Ritu Moni (* 5. Februar 1993 in Bogra, Bangladesch) ist eine bangladeschische Cricketspielerin die seit 2012 für die bangladeschische Nationalmannschaft spielt.

## Aktive Karriere
Ihr Debüt in der Nationalmannschaft gab sie im Sommer 2012 in Irland, wobei sie ein WODI gegen Pakistan und in einem Drei-Nationen-Turnier ihr erstes WTwenty20 gegen Irland bestritt. In der Folge konnte sie sich zunächst nicht im Team etablieren, Sie spielte vereinzelte Touren, war aber selten konstant im Kader. So spielte sie beim ICC Women’s World Twenty20 2016 ein Spiel, scheid dort jedoch mit einem „Duck“ (0 Runs) gegen die West Indies aus. Zwei weitere Spiele absolvierte sie beim ICC Women’s World Twenty20 2018. Bei den Südasienspiele 2019 konnte sie gegen die Malediven 3 Wickets für 1 Runs erzielen. Beim ICC Women’s T20 World Cup 2020 konnte sie gegen Neuseeland 4 Wickets für 18 Runs erreichen. In der Fogle war sie konstanter im Team und wurde für den Women’s Cricket World Cup 2022 nominiert. Dort konnte sie gegen Indien 3 Wickets für 37 Runs erreichen. Im weiteren Verlauf gelang es ihr nicht beim Women’s Twenty20 Asia Cup 2022 herauszustechen wie auch beim zum Jahresbeginn stattfindenden ICC Women’s T20 World Cup 2023.